# GC-2
De GC-2 is de noordelijke snelweg van Gran Canaria (Canarische Eilanden). De weg verbindt Las Palmas de Gran Canaria met het dorp Agaete. Het oostelijke gedeelte is een grote snelweg, de rest van de weg is een tweebaans snelweg. De weg is 36 kilometer lang.

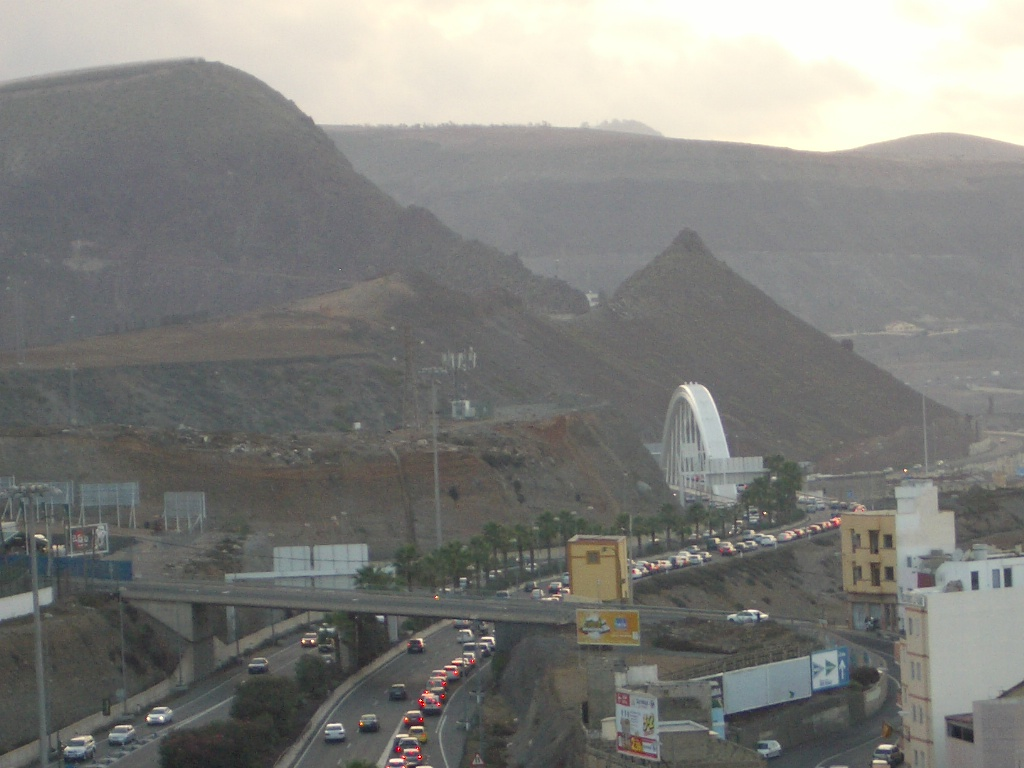
GC-2

Autopistas:
AP-1
· AP-2 
· AP-4
· AP-6
· AP-7
· AP-8
· AP-9
· AP-15
· AP-36
· AP-37
· AP-41
· AP-46
· AP-51
· AP-53
· AP-61
· AP-66
· AP-68
· AP-69
· AP-71
· R-1
· R-2
· R-3
· R-4
· R-5

Autovías:
A-1
· A-2
· A-3
· A-4
· A-5
· A-6
· A-7
· A-8
· A-10
· A-11
· A-12
· A-13
· A-14
· A-15
· A-16
· A-19
· A-21
· A-22
· A-23
· A-24
· A-26
· A-27
· A-28
· A-30
· A-31
· A-32
· A-33
· A-34
· A-35
· A-38
· A-40
· A-41
· A-42
· A-43
· A-44
· A-45
· A-48
· A-49
· A-50
· A-52
· A-54
· A-55
· A-56
· A-57
· A-58
· A-59
· A-60
· A-62
· A-63
· A-64
· A-65
· A-66
· A-67
· A-68 
· A-70
· A-72
· A-73
· A-74
· A-75
· A-76
· A-77
· A-80
· A-81
· A-83
· A-91

Regionale Autovías:
· A-92
· A-92G
· A-92M
· A-92N
· A-316
· A-318
· A-334
· A-357
· A-376
· A-381
· A-382
· A-383
· ARA-A1
· ARA-A2
· ARA-A3
· AS-I
· AS-II
· AS-III
· BI-631
· BI-636
· BI-637
· GI-131
· A-636
· CM-10
· CM-40
· CM-41
· CM-42
· CM-43
· CM-44
· CM-45
· A-231
· A-601
· CL-631
· C-13
· C-14
· C-15
· C-16
· C-17
· C-25
· C-31
· C-32
· C-33
· C-35
· C-58
· C-60
· C-65
· EX-A1
· EX-A2
· EX-A3
· EX-A4
· EX-C1
· AG-11
· AG-22
· AG-41
· AG-53
· AG-54
· AG-55
· AG-56
· AG-57
· AG-58
· AG-59
· AG-64
· M-45
· M-406
· M-407
· M-409
· M-501
· M-506
· M-607
· RM-1
· RM-2
· RM-3
· RM-11
· RM-15
· RM-16
· RM-17
· RM-23
· CV-10
· CV-30
· CV-31
· CV-35
· CV-36
· CV-60
· CV-80
· GC-1
· GC-2
· GC-3
· GC-4
· LZ-3
· TF-1
· TF-2
· TF-4
· TF-5
· Ma-1
· Ma-13
· Ma-19
· Ma-20

Stedelijke Autovías
· AC-10
· AC-11
· AC-12
· AC-14
· AI-12
· AI-81
· AI-82
· AL-12
· AL-14
· AV-20
· BA-11
· BA-20      
· B-10
· B-20 
· B-21      
· B-22 
· B-23    
· B-24
· B-30   
· B-40 
· BU-11 
· BU-30 
· CC-11      
· CC-21  
· CC-23 
· CA-31    
· CA-32   
· CA-33   
· CA-34 
· CA-35 
· CA-36 
· CO-31 
· CO-32 
· CT-31   
· CT-32   
· CT-33    
· CT-34        
· CS-22 
· CO-31
· CO-32
· CU-11
· EL-20
· EL-28
· FE-11
· FE-12 
· FE-13
· FE-14
· GJ-10
· GJ-20
· GJ-81
· GR-12
· GR-14
· GR-16
· GR-30
· GR-43
· H-30
· H-31
· JA-12
· JA-14
· LE-12
· LE-20
· LE-30
· LL-11
· LL-12
· LO-20
· LU-11
· M-11
· M-12
· M-13
· M-14
· M-21
· M-22
· M-23
· M-30
· M-31
· M-40
· M-50
· MA-20
· MA-21
· MA-22
· MA-23
· MA-24
· MA-40
· MU-30
· MU-31
· O-11
· O-12
· O-14
· OU-11
· P-11
· PO-10
· PO-11
· PO-12
· PU-11
· SA-11
· SA-20
· S-10
· S-20
· S-30
· SC-11
· SC-12
· SC-20
· SC-21
· SG-20
· SE-20
· SE-30
· SE-40
· SE-50
· SO-20
· T-11
· TO-20
· TO-21
· TO-22
· TO-23
· VA-11
· VA-12
· VA-20
· VA-30
· V-11
· V-15
· V-21
· V-23
· V-30
· V-31
· VG-20
· ZA-11
· ZA-12
· ZA-13
· ZA-30
· Z-30
· Z-32
· Z-40